# Donat (biskup Fiesole)
Donat (Donagh), biskup Fiesole (ur. w VIII wieku, zm. ok. 874-877 w Fiesole) – irlandzki nauczyciel i poeta, biskup Fiesole (od ok. 829), święty Kościoła katolickiego.
Donat urodził się w ostatnich latach VIII wieku w zamożnej irlandzkiej, chrześcijańskiej rodzinie.
Około 825 r. wyruszył z pielgrzymką do Rzymu wraz ze swoim przyjacielem Andrzejem (co nie znajduje historycznego potwierdzenia). W drodze powrotnej do domu wstąpił do katedry w Fiesole, gdzie dopatrzono się znaku Bożego (donatus a Domino, co oznacza dany przez Boga) i obrano go biskupem (Andrzej zaś miał zostać jego archidiakonem). Donat stanowisko to piastował przez 50 lat w trudnych dla Kościoła latach, zajmując się edukacją duchowieństwa i młodzieży. Poprowadził przynajmniej jedną wyprawę przeciw Saracenom.
W 855 roku wziął udział w koronacji Ludwika II, od którego w 866 r. otrzymał przywilej, na mocy którego miastu i Kościołowi w Fiesole zapewniono nienaruszalność dóbr (przywilej potwierdził Karol Łysy). W 861 roku biskup brał również udział w synodzie rzymskim.
Zmarł ok. 875 lub 877 roku. Pochowano go w katedrze, a na grobie wyryto epitafium, które Donat sam wcześniej ułożył. Przetrwało ono do dzisiejszych czasów w katedrze św. Romulusa (zm. w I lub IV w.), wybudowanej w XI wieku na miejscu poprzedniej świątyni, w której modlił się św. Donat.
Donat pisał teksty poetyckie. Pozostawił po sobie poematy na cześć irlandzkiej ojczyzny oraz prawdopodobnie Żywot Brygidy z Kildare, irlandzkiej świętej, której był szczególnym czcicielem. W 850 roku założył poświęcony jej kościół w Piacenzy, który przekazał pod opiekę klasztorowi świętego Kolumbana w Bobbio.

## Kult
Jego wspomnienie liturgiczne obchodzone jest w Kościele katolickim 22 października.
W ikonografii św. Donat przedstawiany jest w stroju biskupim. Stoi obok Matki Bożej. Jego atrybutem jest rozbity kielich i pastorał.